# Doppel-T-Hof

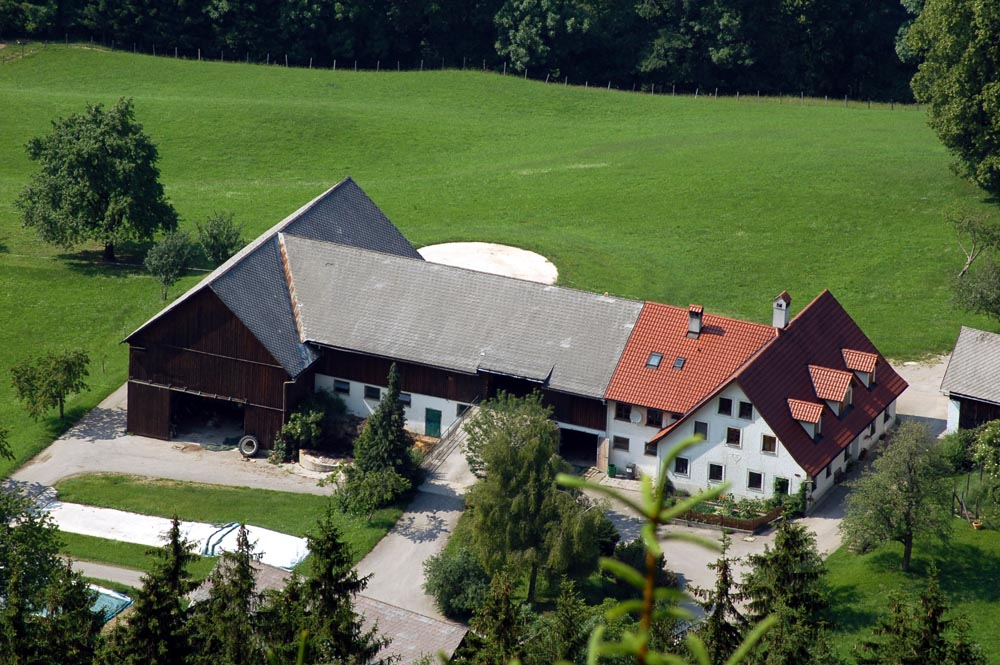
Hof in Ybbsitz, Eisenwurzen

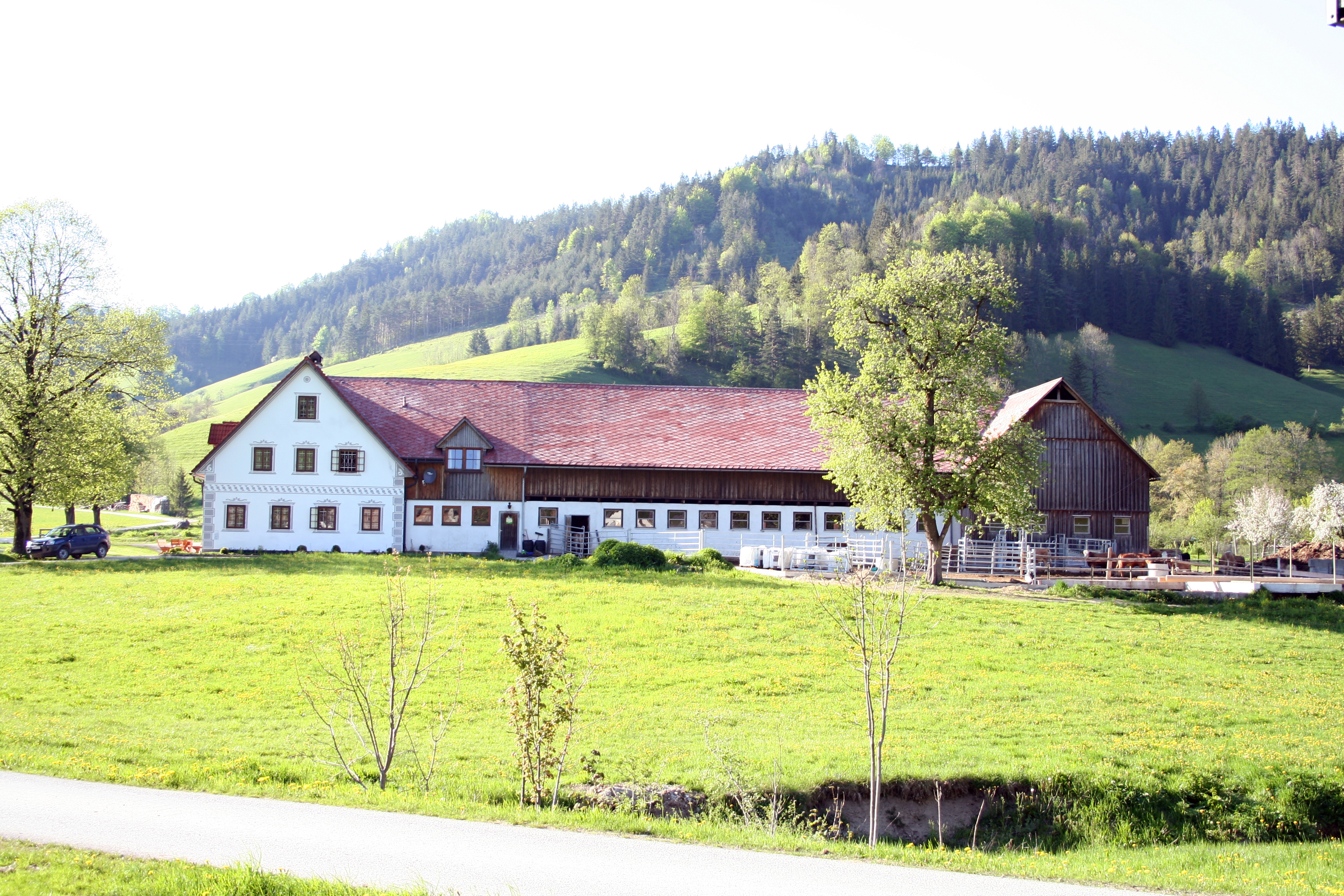
Hof in Ybbsitz, Eisenwurzen

Der Doppel-T-Hof, ist eine Bauform eines Gutshofs, die vor allem in Ober- und Niederösterreich verbreitet ist. Das Gebäude besteht aus zwei Quertrakten, dem Wohn- und dem Wirtschaftstrakt, und dem Stall als Längstrakt dazwischen, wobei der Dachfirst auf allen vier Seiten gleich hoch ist. Meist hat das Gebäude ein Stockwerk, die Dächer sind relativ steil.
Als Baumaterialien findet man sowohl Steine (meist Sandstein, selten auch Granit) als auch gebrannte Ziegel vor. Ursprünglich waren die Fassaden nicht oder einfach weiß verputzt. In jüngerer Vergangenheit haben viele Besitzer vor allem im Wohntrakt die Fassaden verputzt. Vor allem im südwestlichen Teil des niederösterreichischen Mostviertels, der Eisenwurzen, befinden sich zahlreiche Höfe dieser Art.
Die besonders dicken Wände von mindestens einem halben Meter aber auch bis zu einem Meter, bieten den Vorteil der hohen Speichermasse. Dazu kommen relativ kleine Fenster, meist quadratisch in der Form. An heißen Sommertagen bieten diese ein angenehmes kühles Klima.